# Anton Tchekhov
Anton Pavlovitch Tchekhov, em russo:  Анто́н Па́влович Че́хов (Taganrog, 29 de janeiro de 1860 — Badenweiler, 15 de julho de 1904), foi um médico, dramaturgo e escritor russo, considerado um dos maiores contistas de todos os tempos. Em sua carreira como dramaturgo criou quatro clássicos e seus contos têm sido aclamados por escritores e críticos. Tchekhov foi médico durante a maior parte de sua carreira literária, e em uma de suas cartas ele escreve a respeito: "A medicina é a minha legítima esposa; a literatura é apenas minha amante".
Tchekhov renunciou ao teatro e deixou de escrever obras teatrais após a péssima recepção de A Gaivota (em russo: "Чайка") em 1896, mas a obra foi reencenada e aclamada em 1898, interpretada pela companhia Teatro de Arte de Moscou de Constantin Stanislavski que interpretaria também Tio Vânia (Дядя Ваня), As Três Irmãs (Три сестры) e O Jardim das Cerejeiras (Вишнëвый сад). Estas quatro obras representam um desafio para os atores, bem como para o público, porque no lugar da atuação convencional Tchekhov oferece um "teatro de humores" e uma "vida submersa no texto". Nem todos apreciaram o desafio: Liev Tolstói disse a Tchekhov: "Sabe, eu não consigo tolerar Shakespeare, mas suas peças são ainda piores". No entanto, Tolstói admirava os contos de Tchekhov.
A princípio Tchekhov escrevia simplesmente por razões financeiras, mas sua ambição artística cresceu, e ele fez inovações formais que influenciaram na evolução dos contos modernos. Sua originalidade consiste no uso da técnica de fluxo de consciência, mais tarde adotada por James Joyce e outros modernistas, além da rejeição do propósito moral presente na estrutura das obras tradicionais. Ele nunca fez nenhum pedido de desculpas pelas dificuldades impostas aos leitores, insistindo que o papel de um artista era o de fazer perguntas, não o de respondê-las.

## Biografia

### Infância

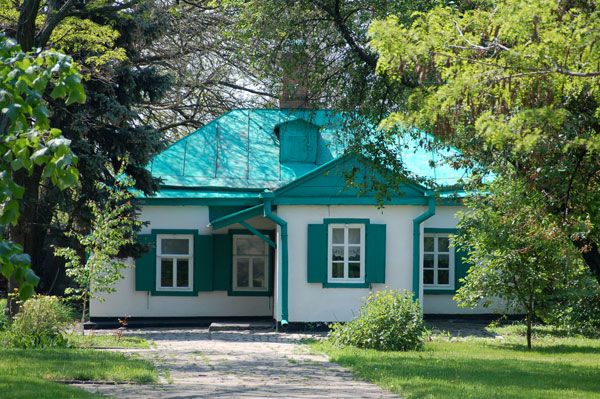
Casa onde nasceu Tchekhov.

Anton Pavlovitch Tchekhov (AFI [ɐnˈton ˈpavləvʲɪtɕ ˈtɕexəf]) nasceu em 29 de janeiro de 1860, em Taganrog, um porto marítimo no Mar de Azov no sul da Rússia, sendo o terceiro de seis filhos. Seu pai, Pavel Iegorovitch Tchekhov, filho de um ex-servo, cuidava de uma mercearia. Diretor do coro de uma paróquia, devoto cristão ortodoxo e pai que agredia fisicamente seu filho, Pavel Tchekhov lhe deu uma educação rígida e muito religiosa, o que fez com que Tchekhov se tornasse um amante da liberdade e da independência, e foi visto por alguns historiadores como modelo para os muitos personagens hipócritas criados por seu filho. Sua mãe, Ievguenia Iacovlevna Morozov, era uma excelente contadora de histórias que entretinha as crianças com histórias sobre suas viagens junto de seu pai (um comerciante de tecidos) por toda a Rússia. "Nossos talentos nós recebemos do nosso pai", Tchekhov lembra, "mas nossa alma recebemos de nossa mãe." Quando adulto, Tchekhov criticou o tratamento de seu irmão Aleksandr perante sua esposa e filhos, lembrando-lhe da tirania de Pavel:

Deixe-me perguntar-lhe se recorda que foi o despotismo e a mentira que arruinaram a juventude de sua mãe. Despotismo e a mentira mutilaram a nossa infância e é repugnante e assustador pensar sobre isso. Lembre-se do horror e da repulsa que nós sentimos naquele momento em que o pai se enraiveceu durante o jantar, porque havia muito sal na sopa e chamou a mãe de tola.— Tchekhov sobre a tirania de seu pai em carta a seu irmão Aleksandr
Tchekhov frequentou uma escola para meninos gregos, e depois o Liceu Taganrog, hoje rebatizado de Liceu Tchekhov, de onde ele foi afastado por um ano após reprovar em um exame. Ele cantava no monastério ortodoxo grego em Taganrog e nos coros de seu pai. Numa carta de 1892, ele usou a palavra "sofrimento" para descrever a sua infância e lembrou:

Quando meus irmãos e eu costumávamos ficar no centro da igreja e cantar "Que minha oração seja exaltada" ou "A Voz do Arcanjo", todos nos olhavam emocionados e invejavam nossos pais, mas nós naquele momento nos sentíamos como pequenos condenados.— Tchekhov em carta a I.L. Shcheglov

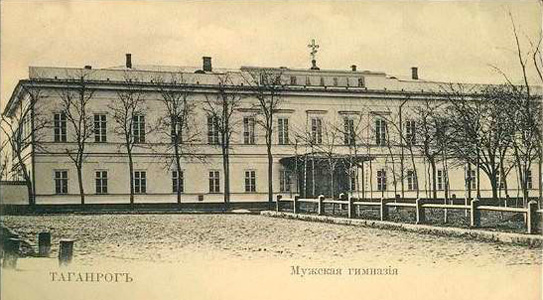
O liceu Anton Tchekhov no final do século XIX. A cruz no topo não está mais presente.

Em 1876, seu pai atingiu a falência após gastar todas suas finanças construindo uma casa nova, e para evitar ser preso fugiu para Moscou, onde seus dois filhos mais velhos, Aleksandr e Nicolay, cursavam a universidade. A família viveu em condições de pobreza em Moscou, a mãe de Tchekhov estava emocionalmente e fisicamente arrasada. A família se mudou e Tchekhov ficou para trás para vender os bens da família e terminar seus estudos.
Tchekhov permaneceu em Taganrog por mais três anos, com um homem chamado Selivanov que, assim como Lopakhin em O Jardim das Cerejeiras, apoiou a família em troca de sua casa. Tchekhov teve de pagar por conta própria seus estudos, e ele conseguiu isso através de aulas particulares, captura e venda de pintassilgos, venda de esquetes para jornais, entre outros trabalhos. Ele enviava todo rublo que conseguia para Moscou, bem como cartas bem humoradas para tentar alegrar sua família. Durante esta época, ele começou a ler frequentemente e analiticamente obras de autores que incluíam Cervantes, Turgueniev, Goncharov e Schopenhauer; e ele escreveu um longa-metragem no gênero comédia dramática, O Órfão, que seu irmão Aleksandr julgou como "uma imperdoável, porém, inocente criação". Tchekhov também se envolveu em uma série de casos amorosos, um deles com a esposa de um professor.
Em 1879, Tchekhov finalizou seus estudos e se juntou a sua família em Moscou, sendo admitido para a Faculdade de Medicina da Universidade de Moscou.

### Primeiras obras

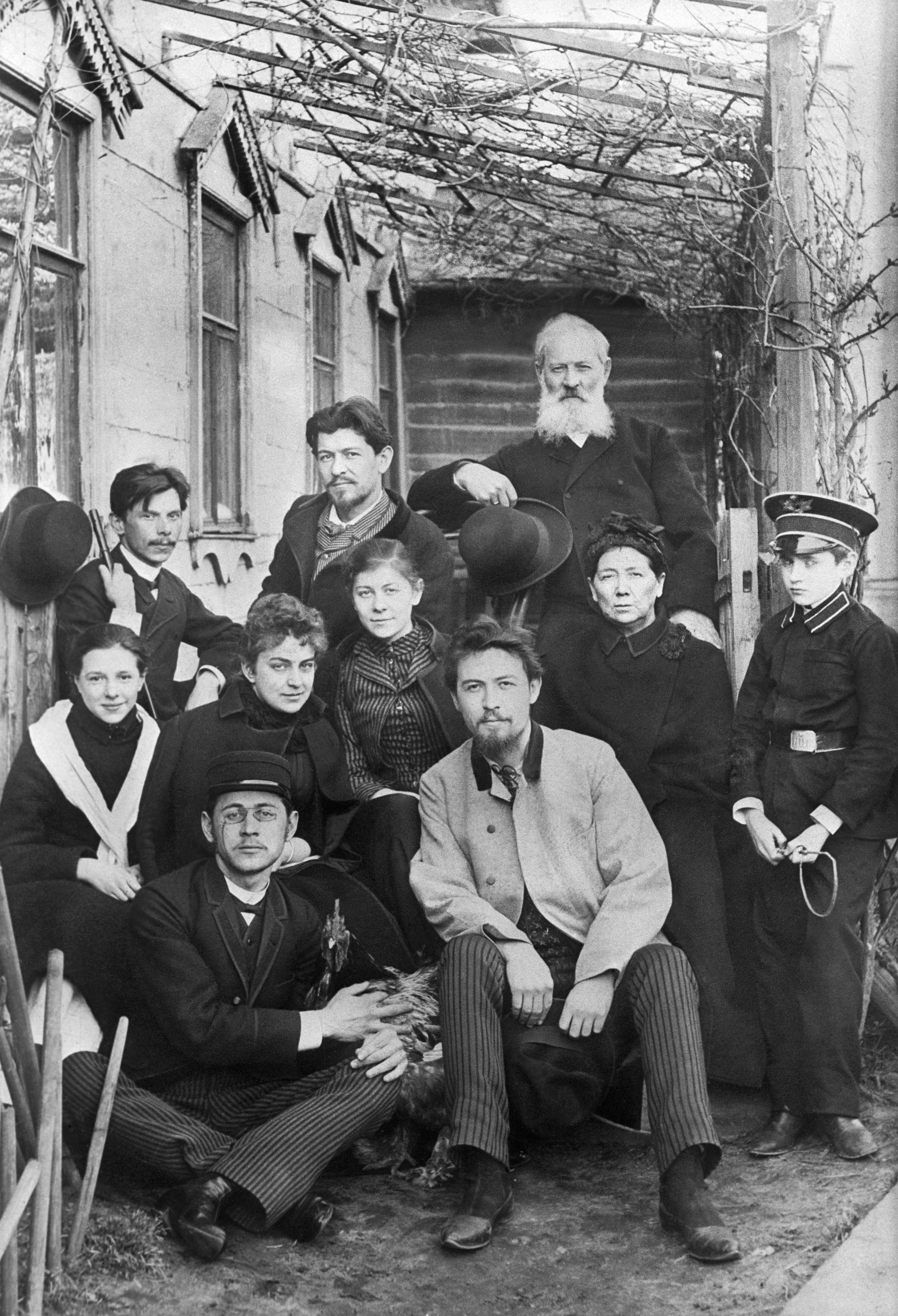
Família e amigos de Tchekhov em 1890. (Linha superior, dá esquerda para direita) Ivan, Aleksandr e Pavel; (Segunda linha) amiga desconhecida, Lika Mizinova, Masha, Yevgeniya e Seryozha Kiselev; (última linha) Misha, Anton.

Tchekhov, agora, havia assumido a responsabilidade pela família inteira. Para ajudar sua família e pagar suas mensalidades escolares, ele escrevia diariamente esquetes curtas e bem-humoradas e ainda vinhetas sobre a vida russa contemporânea, sob os pseudônimos de "Antosha Chekhonte" (Антоша Чехонте) e o "Homem sem rancor" (Человек без селезенки) em periódicos como a Strekoza. Seu potencial gradualmente deu a ele a reputação de cronista satírico da vida cotidiana russa, e em 1882 já escrevia para a revista Oskolki (Fragmentos), que pertencia a Nikolay Leykin, um dos principais editores da época. O tom de Tchecov, nesta fase, foi mais severo do que eles estavam familiarizados a verem em suas obras para adultos.
Em 1884, Tchekhov se torna apto a exercer a profissão de médico, profissão que considerava como sua profissão principal, mesmo ele tendo ganhado pouco dinheiro com isso e atendido os pobres de graça. Entre 1884 e 1885, Tchekhov começa a tossir sangue, e em 1886 os ataques pioraram; mas ele não quis admitir estar com tuberculose a seus familiares e amigos, em confissão a Leikin disse: "Eu tenho medo de me submeter a ser examinado pelos meus colegas". Ele continuou a escrever para revistas semanais, ganhando dinheiro o suficiente para mudar a família para acomodações progressivamente melhores. No início de 1886, ele foi convidado a escrever para um dos mais populares jornais em São Petersburgo, o Novoye Vremya (Novo Tempo), que pertencia e era editado pelo magnata Aleksei Suvorin, que pagava por linha o dobro pago por Leikin e que lhe permitiu um espaço três vezes maior. Suvorin estava se tornando um amigo de longa data e, talvez, um dos mais próximos amigos de Tchekhov.
Em pouco tempo, Tchekhov começou a atrair a atenção literária, bem como a popular. Dmitri Grigorovich, um célebre escritor russo de 64 anos, escreveu a Tchekhov após ler seu conto O Caçador, "Você tem um verdadeiro talento. Um talento que o coloca na linha de frente entre os escritores da nova geração". Ele aconselhou Tchekhov a desacelerar, escrever menos, e se concentrar em qualidade e não quantidade literária.
Tchekhov respondeu que a carta havia o atingido "como um raio" e confessou, "Eu escrevi minhas histórias da mesma maneira que os repórteres escrevem suas notícias sobre incêndios, mecanicamente, semiconsciente e não me importando nem com os leitores nem comigo mesmo". Uma admissão que poderia trazer prejuízos a Tchekhov, uma vez que manuscritos antigos revelam que ele escrevia com extremo cuidado, e continuamente os revisava. No entanto, o conselho de Grigorovich, inspirou uma ambição artística mais séria no artista de então 26 anos. Em 1887, com certo favorecimento por parte de Grigorovich, a coleção de histórias Ao Anoitecer (В Сумерках) fez com que Tchekhov ganhasse o cobiçado Prêmio Pushkin "pela melhor produção literária distinta pelo seu valor artístico".

### Momentos críticos

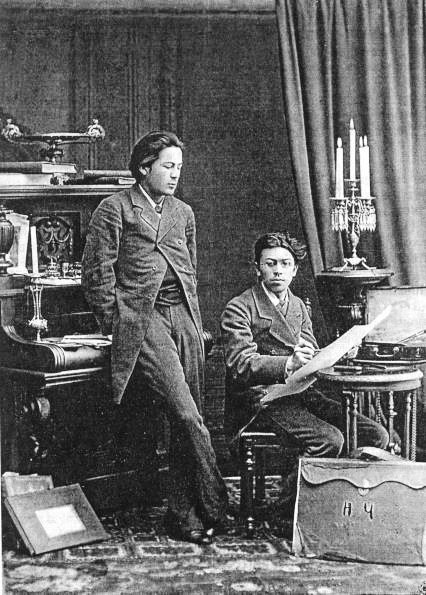
Tchekhov (a esquerda) junto de seu irmão Nicolay em 1882.

Naquele ano, esgotado pelo excesso de trabalho e por conta de seus problemas de saúde, Tchekhov fez uma viagem à Ucrânia, o que o fez relembrar a beleza da estepe. Em seu retorno, ele começou o conto A Estepe, "algo muito estranho e muito original", que foi finalmente publicado pela Severny Vestnik (O Arauto do Norte). Em uma narrativa que se desvia dos processos de pensamento dos personagens, Tchekhov inicia uma viagem de cabriolé através da estepe, pelos olhos de um rapaz enviado para viver longe de casa, com seus companheiros, um sacerdote e um comerciante. A Estepe, que tem sido chamado de o "dicionário das poesias de Tchekhov", representou para ele um avanço significativo, exibindo muito da qualidade de sua ficção para adultos e que por conta disso ganhou sua publicação em uma revista literária, ao em vez de em um jornal.
No outono de 1887, um diretor de teatro chamado Korsh comissionou Tchekhov a escrever uma peça, e o resultado foi Ivanov, escrita em duas semanas e produzida em novembro. Apesar de Tchekhov ter considerado a experiência "repugnante", e ter feito um retrato cômico da produção caótica em uma carta a seu irmão Aleksandr, a peça foi um sucesso e, para perplexidade de Tchekhov, foi elogiada pela sua originalidade. Mikhail Tchekhov, considerou Ivanov um momento decisivo no desenvolvimento intelectual de seu irmão e de sua carreira literária. Nesta época surge um observação sobre Tchekhov, que tornou-se conhecida como a "arma de Tchekhov", observada por Ilia Gurliand em uma conversa: "Se no primeiro ato você tem uma pistola pendurada na parede, então, no último ato você deve dispará-la".
A morte em 1889 de seu irmão Nikolay, que havia contraído tuberculose influenciou Tchekhov na criação de Uma história enfadonha, terminada em setembro daquele ano, sobre um homem que enfrenta o fim de uma vida que ele percebe ter sido sem propósito algum. Mikhail Tchekhov, que percebeu a depressão e a inquietação de seu irmão após a morte de Nikolay, estava pesquisando sobre prisões na época como parte de seu curso de direito, e Anton Tchekhov, em busca de um propósito em sua vida, logo se tornou obcecado com a questão da reforma do sistema prisional.

### Viagem a Sacalina
Em 1890, Tchekhov realizou uma árdua jornada de trem, carruagem e navio a vapor para o Extremo Oriente da Rússia e depois para katorga, ou colônia penal, Sacalina, localizada no mar do Japão, onde passou três meses entrevistando milhares de presos e colonos para um censo. As cartas que Tchekhov escreveu durante os dois meses e meio de viagem a Sacalina são consideradas com umas das suas melhores. Suas declarações sobre Tomsk a sua irmã se tornaram notórias.
Tomsk é uma cidade muito aborrecedora. A julgar pelos bêbados de que tenho conhecimento, e pelos intelectuais que vieram ao hotel para demonstrar sua estima por mim, os habitantes também são muito sem graça.— Tchekhov sobre Tomsk em carta a sua irmã Masha.
Mais tarde, os habitantes de Tomsk revidaram construindo uma estátua burlesca de Tchekhov.
O que Tchekhov testemunhou em Sacalina chocou e irritou-o, espancamentos, desvio de suprimentos, e a prostituição forçada de mulheres. Ele escreveu "Houve momentos em que senti que as coisas que via diante de mim haviam ultrapassado os limites da degradação humana."  Ele estava particularmente comovido com o sofrimento das crianças que viviam na colônia penal com seus pais. Por exemplo:

No navio em Amur, indo a Sacalina, havia um condenado que assassinou sua esposa e usava algemas nas pernas. Sua filha, uma menina de seis anos, estava junto a ele. Notei que, aonde o prisioneiro fosse a menininha o acompanhava, agarrada a suas algemas. À noite, a criança dormia junto com os presos e soldados, todos juntos em um amontoado de gente.— Tchekhov em carta a A.F.Koni

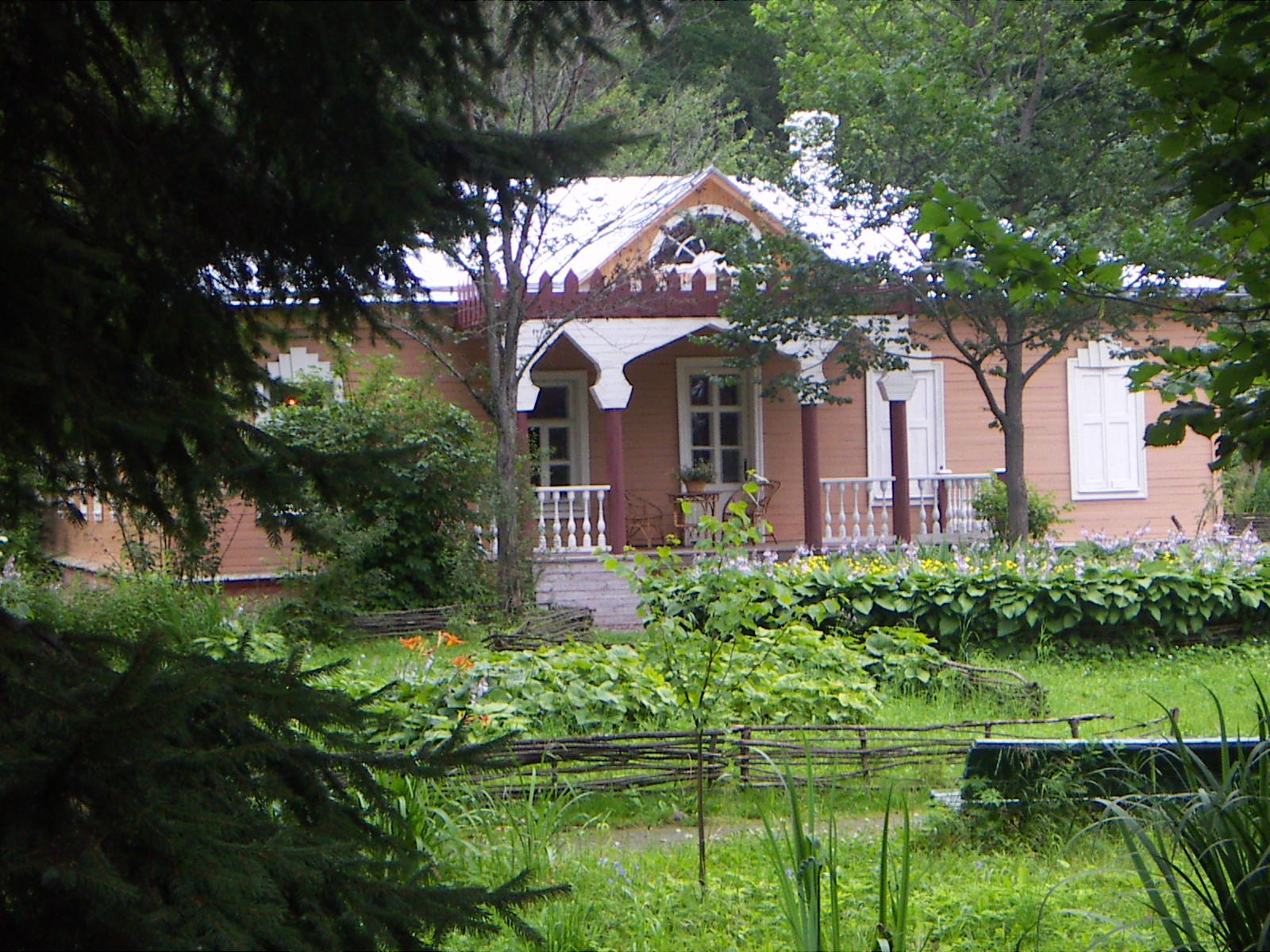
Melicovo, hoje um museu.

Mais tarde, Tchekhov chegou à conclusão de que a caridade e as doações não eram a solução, mas que o governo tinha a obrigação de assegurar um tratamento humanitário aos prisioneiros. Os resultados de suas pesquisas foram publicados entre 1893 e 1894 sob o título de Ostrov Sakhalin (A Ilha de Sacalina), uma obra sociológica — não literária — digna e informativa ao invés de brilhante. Tchekhov criou a expressão literária para o "Inferno de Sacalina" em seu conto O Assassino, na última seção que está ambientada em Sacalina, onde o assassino Yakov carrega carvão durante a noite, com saudades de casa. A obra de Tchekhov em Sacalina é o objeto de breve comentário e análise no romance 1Q84 do escritor japonês Haruki Murakami.

### Melicovo
Em 1892, Tchekhov compra a propriedade rural de Melicovo, a cerca de sessenta e cinco quilômetros ao sul de Moscou, onde viveu com sua família até 1899. "É agradável ser um lorde", brincou ele com seu amigo Ivan Leontyev (que escrevia peças humorísticas sob o pseudônimo de Shcheglov), mas ele levava suas responsabilidades como um senhorio a sério e logo fez-se útil para os camponeses locais. Bem como a organização de ajuda humanitária para as vítimas de fome e de surtos de cólera em 1892, ele passou a construir três escolas, um corpo de bombeiros e uma clínica médica, e a doar seus serviços médicos aos camponeses que viviam a quilômetros dali, apesar das frequentes recidivas de sua tuberculose.
Mikhail Tchekhov, um membro da família que morava em Melicovo, descreve a magnitude do trabalho médico de seu irmão:

Desde o primeiro dia em que chegou a Melicovo os pacientes vinham de longe. Eles vinham a pé ou trazidos de carros, e muitas vezes ele mesmo teve que buscá-los de muito longe. Às vezes, ao amanhecer camponesas e crianças estavam em pé diante de sua porta o esperando.— Mikhail Tchekhov sobre toda a assistência médica que seu irmão prestou aos camponeses

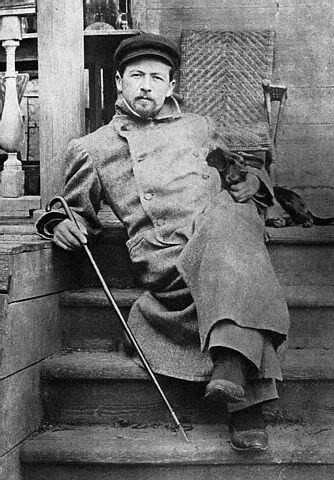
Tchekhov em Melicovo.

As despesas de Tchekhov com medicamentos foram consideráveis, mas o maior custo foi o de fazer viagens de várias horas para visitar os doentes, o que reduziu seu tempo para escrever. Embora Tchekhov trabalhasse como médico, isso enriqueceu a sua escrita, ao proporcionar um contato direto com todas as camadas da sociedade russa: por exemplo, ele testemunhou em primeira mão a condição de vida insalubre e apertada da maioria dos camponeses, qual ele relembra no conto Camponeses, (Mujiques em russo e em outras versões para o português). Tchekhov também visitou os membros das classes superiores, e registrou em seu caderno: "Aristocratas? Os mesmos corpos feios e a mesma sujeira, a mesma velhice sem dentes e a mesma morte desagradável, tal como acontece com as prostitutas".
Tchekhov começou a escrever sua peça A Gaivota em 1894, em uma pousada que ele havia construído em uma horta, em Melicovo. Nos dois anos desde que se mudou para a propriedade, ele havia reformado a casa, retomado a agricultura e a horticultura, feito um jardim e um pequeno lago e plantado muitas árvores, que, de acordo com Mikhail, ele "cuidava… como se fossem seus filhos. Como o coronel Vershinin em As Três Irmãs, algo que parecia que só poderia ser alcançado depois de três ou quatro centenas de anos".
A primeira noite de A Gaivota em 17 de outubro de 1896 no Teatro Alexandrinsky em São Petersburgo, foi um fiasco, as vaias do público e a recepção da peça fizeram Tchekhov pensar em renunciar ao teatro. Mas a peça impressionou tanto o dramaturgo Vladimir Nemirovitch-Dantchenko que ele convenceu seu colega Constantin Stanislavski a dirigi-la no inovador Teatro de Arte de Moscou em 1898. A atenção que Stanislavski prestou ao realismo psicológico e a atuação foram criadas para extrair as maravilhas escondidas do texto e restaurar o interesse de Tchekhov pela dramaturgia. O Teatro de Arte encomendou mais peças de Tchekhov e no ano seguinte encenou Tio Vânia, que ele havia acabado de escrever em 1896.

### Ialta
Em março de 1897, Tchekhov sofreu uma hemorragia grave nos pulmões, durante uma visita a Moscou. Com muita dificuldade, ele foi convencido a ir para uma clínica, onde os médicos diagnosticaram tuberculose na parte superior de seus pulmões e ordenaram uma mudança em seu estilo de vida.
Após a morte de seu pai em 1898, Tchekhov comprou um terreno nos arredores de Ialta e construiu uma casa lá, para qual ele se mudou com sua mãe e irmã no ano seguinte. Mesmo ele tendo plantado árvores e flores em Ialta, criado cachorros e gruas domésticas, e ter recebido convidados como Liev Tolstói e Máximo Gorki, ele sempre ficava aliviado por deixar sua "Sibéria quente" para ir a Moscou ou viajar ao exterior. Ele prometeu que voltaria para Taganrog tão logo a água corrente fosse instalada na cidade. Em Ialta, ele concluiu mais duas peças para o Teatro de Arte de Moscou, compondo com mais dificuldade do que nos dias em que "escrevia serenamente, do jeito que eu como panquecas hoje"; ele levou um ano para compor As Três Irmãs e O Jardim das Cerejeiras.
No dia 25 de maio de 1901 casou-se com Olga Knipper — em segredo, dado o seu horror a casamentos —, uma ex-protegida e por vezes, amante de Nemirovich-Danchenko, que ele conheceu pela primeira vez nos ensaios da peça A Gaivota. Até então, Tchekhov havia sido descrito como "o escritor solteiro mais elusivo da Rússia". Ele preferia fazer visita aos bordéis a ter um relacionamento sério. Certa vez, ele escreveu a Suvorin:

Sem dúvida que me casarei, se tanto insistes. Mas nestas condições: tudo tem de ser como tem sido até hoje, isto é, ela ficará a viver em Moscovo, enquanto eu continuarei a viver na província, e irei vê-la [...] arranja-me uma mulher que, como a Lua, não me apareça no céu todos os dias.— Tchekhov sobre o casamento em carta a Alexei Suvorin

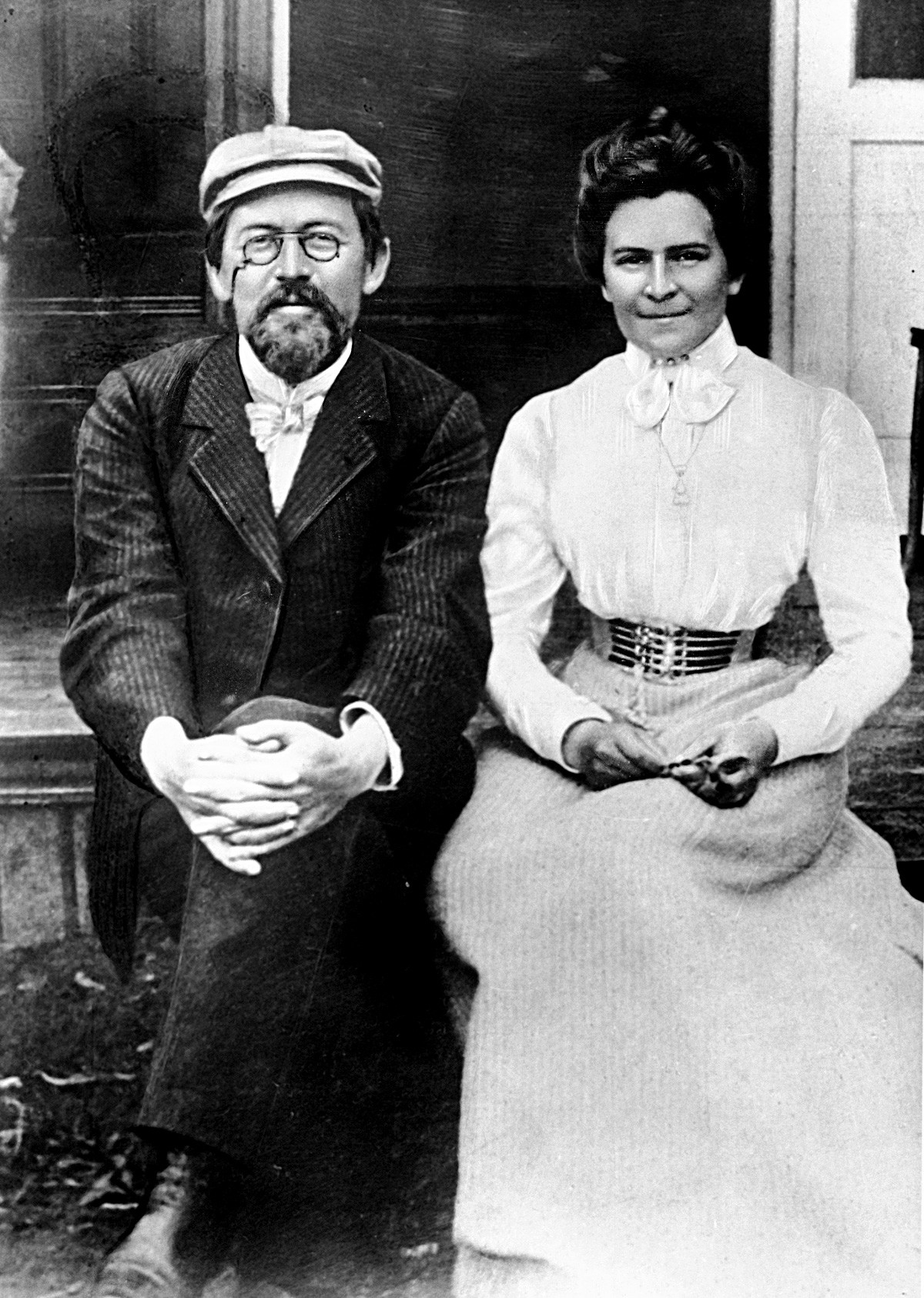
Tchecov e Olga, em lua de mel, 1901.

A carta se revelou profética sobre os arranjos conjugais de Tchekhov e Olga: ele viveu em grande parte em Ialta, ela em Moscou, prosseguindo a sua carreira de atriz. Em 1902, Olga sofre um aborto espontâneo, e Donald Rayfield ofereceu evidências, baseadas nas cartas do casal, de que a gravidez poderia ter ocorrido enquanto Tchekhov e Olga estavam separados, embora estudiosos russos conclusivamente refutaram essa ideia. O legado literário deste casamento a distância é uma correspondência que preserva joias da história do teatro, incluindo queixas de ambos sobre os métodos de direção de Stanislavski e conselhos de Tchekhov para Olga sobre como se atuar em suas peças.
Em Ialta, Tchekhov escreveu um de seus mais famosos contos, A Dama do Cachorrinho, que retrata o que a princípio parece uma ligação casual entre um homem e uma mulher, ambos casados, em Ialta. Eles não esperam maiores consequências da relação, e se encontram atraídos um pelo outro, arriscando a segurança de suas vidas familiares.

### Morte
Em maio de 1904, a tuberculose de Tchekhov alcançou um estado terminal. Mikhail Tchekhov lembrou que "todos os que viam achavam que seu fim não estava longe, mas quanto mais perto [ele] estivesse de seu fim, menos ele parecia perceber". Em 3 de junho, ele partiu com Olga para a cidade alemã de Badenweiler, na Floresta Negra, de onde escreveu cartas aparentemente joviais para sua irmã Masha descrevendo a comida e o ambiente e assegurando a ela e a sua mãe que ele estava melhor. Em sua última carta, ele reclamou da maneira como as mulheres alemãs se vestiam, "não há uma única mulher alemã decentemente vestida. A falta de gosto me deprime".
A morte de Tchekhov se tornou um dos "maiores temas da história literária", e já foi recontada, enfeitada e muitas vezes fantasiada, notavelmente no conto Errand por Raymond Carver. Em 1908, Olga escreveu este relato sobre os últimos momentos de vida de seu marido:

Anton sentou-se extraordinariamente ereto e disse em voz alta e clara (embora ele não soubesse quase nada de alemão): Ich sterbe ("Estou morrendo"). O médico acalmou-o, pegou uma seringa, deu-lhe uma injeção de cânfora, e pediu champanhe. Anton tomou um copo cheio, examinou-o, sorriu para mim e disse: 'Fazia um bom tempo que não bebia um copo de champanhe.' Ele bebeu, e inclinou-se suavemente para esquerda, e eu só tive tempo de correr em sua direção e de colocá-lo na cama e chamá-lo, mas ele tinha parado de respirar e estava dormindo tranquilamente como uma criança…— Olga descreve detalhadamente a morte de Tchekhov
O corpo de Tchekhov foi transportado para Moscou em um vagão de trem com refrigeração, que servia para o transporte de ostras frescas, um detalhe que ofendeu Gorky. Algumas das milhares de pessoas de luto seguiram o cortejo fúnebre de Fyodor Keller, por engano, acompanhados de uma banda militar. Tchekhov foi enterrado ao lado de seu pai no Cemitério Novodevichy.

## Legado
Poucos meses antes de morrer, Tchekhov disse ao escritor Ivan Bunin que ele achava que as pessoas iriam continuar a ler suas obras por mais sete anos. "Por que sete?" perguntou Bunin. "Bem, sete anos e meio", respondeu Tchekhov. "Isso não é ruim. Tenho ainda seis anos para viver".
Sempre modesto, Tchekhov não poderia imaginar o tamanho de sua reputação póstuma. Os aplausos para O Jardim das Cerejeiras, no ano de sua morte, mostraram o quanto ele conquistou o afeto do público russo — naquela época, ele era a segunda maior personalidade literária russa, apenas atrás de Tolstói, que viveu mais seis anos — mas após sua morte, a fama de Tchekhov logo se espalhou para mais longe. Graças às traduções de Constance Garnett, as obras de Tchekhov ganharam o público inglês e a admiração de escritores como James Joyce, Virginia Woolf e Katherine Mansfield. As questões que envolvem as semelhanças entre a história de 1910 de Mansfield, O Menino que Estava Cansado, e a obra de Tchekhov, Sonolento, são resumidas no livro de William Herbert, New's Reading Mansfield and Metaphors of Reform O crítico russo D. S. Mirsky, que vivia na Inglaterra, explicou que a popularidade de Tchekhov naquele país se dava por conta de sua "incomum e absoluta rejeição do que podemos chamar de valores heroicos". Na própria Rússia, as obras de Tchekhov só saíram de moda após a Revolução Russa, mas elas foram mais tarde adaptadas ao sistema soviético, como o personagem Lopakhin, por exemplo, reinventou-se como um herói da nova ordem, golpeando com um machado o jardim das cerejeiras.
Um dos primeiros estrangeiros a admirar as peças de Tchekhov foi George Bernard Shaw, que usa o subtítulo "uma fantasia sobre temas ingleses ao estilo russo" em sua obra A Casa da Angústia e que nota semelhanças entre a situação da classe britânica e a de seus homólogos russos como descrito por Tchecov: "as mesmas pessoas agradáveis, a mesma completa futilidade".
Nos Estados Unidos, a reputação de Tchekhov começa a crescer um pouco mais tarde, em parte pela influência do sistema Stanislavski, com seu conceito de subtexto: "Tchekhov geralmente não expressava seu pensamentos em discursos", escreveu Stanislavski, "mas em pausas, entrelinhas ou nas respostas que consistiam em uma única palavra… os personagens, muitas vezes sentiam e pensavam coisas que não expressavam através do diálogo". Particularmente, o Group Theatre foi quem desenvolveu a abordagem subtextual ao drama, influenciando gerações de dramaturgos, roteiristas e atores americanos, incluindo Clifford Odets, Elia Kazan e, em particular, Lee Strasberg. Por sua vez, o Actors Studio de Strasberg e seu "método" influenciaram muitos atores, inclusive Marlon Brando e Robert De Niro, embora neste momento a tradição de Tchekhov, provavelmente, tenha sido distorcida por conta da preocupação com o realismo. Em 1981, o dramaturgo Tennessee Williams, inspirado pela peça A Gaivota, criou The Notebook of Trigorin.
Apesar do sucesso de Tchekhov como dramaturgo, alguns escritores acreditam que seus contos representem sua maior conquista. Raymond Carver, que escreveu o conto Errand sobre a morte de Tchekhov, acreditava que ele era o melhor de todos os contistas:

Os contos de Tchekhov são tão maravilhosos (e necessários), hoje, como quando eles apareceram pela primeira vez. Não é apenas o número imenso de contos que ele escreveu —poucos escritores, se houver algum, escreveram mais que ele— é impressionante a frequência com a qual ele produziu obras-primas, contos que nos encorajam, bem como encantam e mexem conosco, que revelam as nossas emoções de forma que só a verdadeira arte conseguiria.— Raymond Carver demostra sua admiração pelos contos de Tchekhov

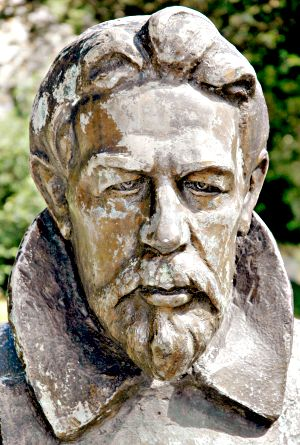
O busto de Tchekhov em Badenweiler, Alemanha.

Ernest Hemingway, outro escritor influenciado por Tchekhov, foi mais relutante: "Tchekhov escreveu cerca de seis bons contos. Mas ele era um escritor aficionado". E Vladimir Nabokov uma vez reclamou da "miscelânea de terríveis prosaísmos, dos epítetos prontos e das repetições" de Tchekhov. Mas ele também declarou que A Dama do Cachorrinho era "uma das maiores histórias já escritas" e que Tchekhov escrevia da "forma que uma pessoa conta a outra sobre as coisas mais importantes em sua vida, lentamente, mas sem pausas, e com uma voz suave".
Para o escritor William Boyd, o avanço veio quando Tchekhov abandonou aquilo que William Gerhardie chamava de "enredo de eventos" para algo mais "turvo, interrompido, remendado, ou em outras palavras, adulterado pela vida".
Virginia Woolf refletiu sobre a qualidade única de um conto de Tchekhov em The Common Reader (1925):

Mas é este o final? Nos questionamos. Temos sim a sensação de que perdemos os sentidos; ou talvez a melodia tivesse sido interrompida de repente, sem aviso prévio. Esses contos são inconclusivos, dizemos, e moldamos uma crítica baseada na suposição de que os contos devam terminar de maneira que possamos reconhecer. Ao fazê-lo levantamos a questão da nossa própria condição como leitores. Quando a música é familiar e o fim enfático —apaixonados juntos, vilões derrotados, intrigas expostas— como é na maior parte da literatura vitoriana, as coisas não vão mal, mas quando a música não é familiar e o fim é um ponto de interrogação ou apenas informações que eles passaram através de diálogo, como nas obras de Tchekhov, precisamos de um sentido muito ousado e alerta da literatura para nos fazer ouvir a melodia, e em particular as últimas notas que completam a harmonia.— Woolf destaca a principal qualidade dos contos de Tchekhov
As obras de Tchekhov foram traduzidas em muitas línguas. O famoso escritor uzbeque Abdulla Qahhor traduziu muitos dos contos de Tchekhov para a língua uzbeque. Qahhor foi influenciado por Tchekhov e considerava o dramaturgo russo como seu professor.

## Obras

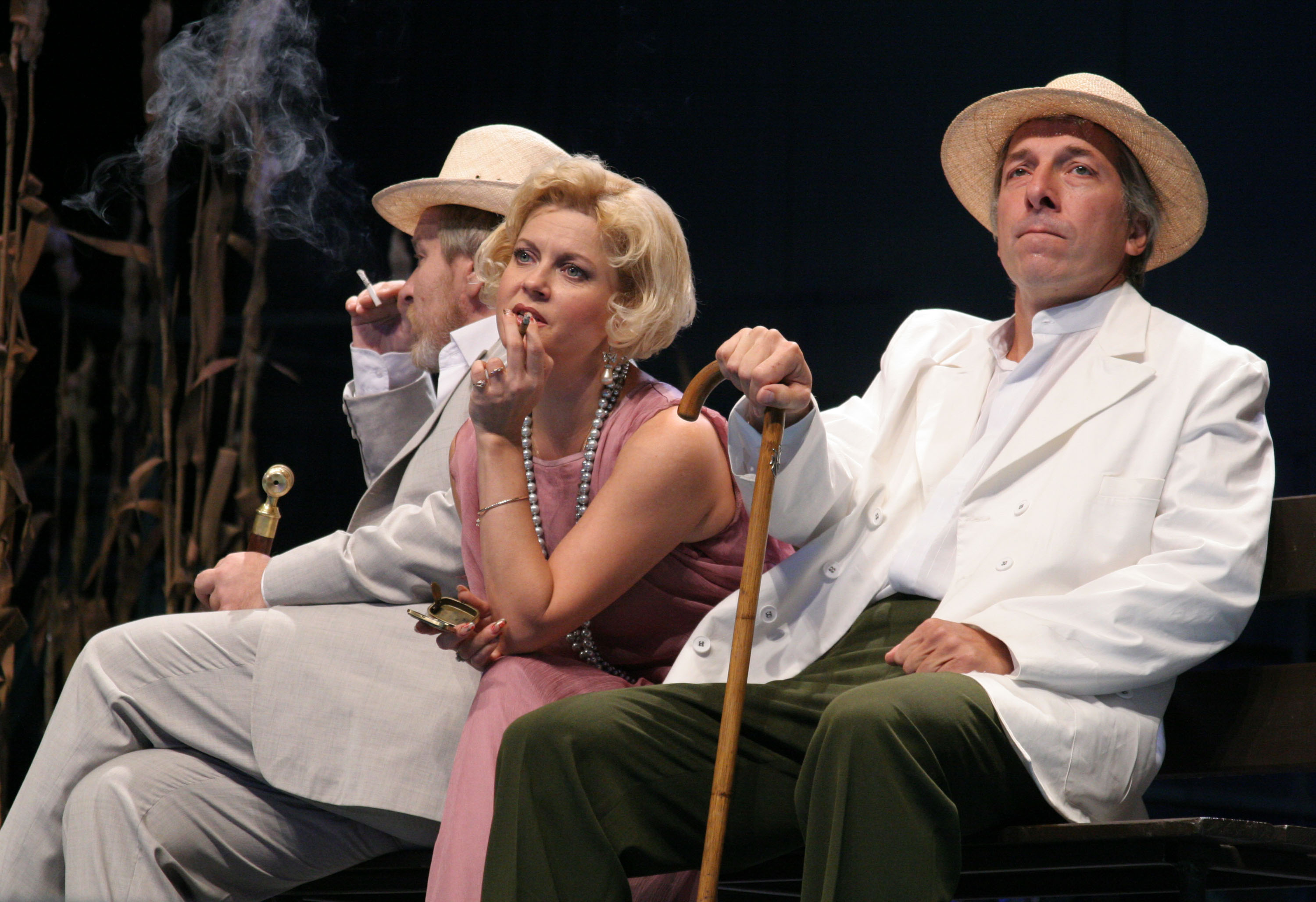
A peça A Gaivota de Tchekhov, em Saratov.

### Teatro
- Platonov (Безотцовщина, também conhecida como Órfão ou Peça sem Título [Пьеса без названия]; 1881) – obra em quatro atos
- Malefícios do Tabaco (О вреде табака, 1886) – monólogo em um ato
- Ivanov (Иванов, 1887) - quatro atos
- O Urso (Медведь, 1888) - comédia em um ato
- O Pedido de Casamento (Предложение, 1888-1889) – comédia em um ato
- O Casamento (Свадьба, 1889) – um ato
- O Demônio da Madeira (Леший, 1889) – comédia em quatro atos
- Tatiana Repina (Татьяна Репина, 1889) – drama em um ato
- Inevitavelmente Trágico (Трагик поневоле, 1889)
- A Festividade (Юбилей, 1891)
- A Gaivota (Чайка, 1896) – comédia em quatro atos
- Tio Vânia (Дядя Ваня, 1899-1900) – drama em quatro atos
- As Três Irmãs (Три сестры, 1901) – drama em quatro atos
- O Jardim das Cerejeiras (Вишнёвый сад, 1904) – comédia em quatro atos

### Ensaios
- Ostrov Sakhalin (Остров Сахалин, 1895)
- Caderno de Notas

### Novelas
- A Estepe (Степь, 1888)
- A História de um Desconhecido (Рассказ неизвестного человека, 1893)
- Minha vida (Моя жизнь, 1896)
- O Duelo (Дуэль, 1891)
- Três anos (Три года, 1895)

### Contos
Tchekhov escreveu 574 contos, incluindo alguns inacabados. Esta é uma lista parcial.
| Título                            | Ano de publicação (Rússia) | Título original |
| --------------------------------- | -------------------------- | --------------- |
| A Aposta                          | 1889                       | Пари            |
| A Arte da Simulação               | 1885                       |                 |
| A Calúnia                         | 1883                       |                 |
| A Cigarra                         | 1892                       | Попрыгунья,     |
| A Cirurgia                        | 1884                       |                 |
| A Consulta                        | 1883                       |                 |
| A Corista                         | 1886                       | Хористка        |
| A Dama do Cachorrinho             | 1899                       | Дама с собачкой |
| A Desgraça                        | 1885                       |                 |
| A Esposa                          | 1895                       |                 |
| A Jóia Roubada                    |                            |                 |
| A Leitura                         | 1884                       |                 |
| A Máscara                         | 1884                       |                 |
| A Medalha                         | 1884                       |                 |
| A Morte do Funcionário            | 1883                       |                 |
| A Mulher do Boticário             |                            |                 |
| A Obra de Arte                    |                            |                 |
| A Veranista                       | 1885                       |                 |
| Abolidos!                         | 1885                       |                 |
| Agafya                            | 1886                       | Агафья          |
| Alegria                           | 1883                       |                 |
| "Amorzinho"                       |                            |                 |
| Angústia                          | 1886                       | Тоска           |
| Anyuta                            | 1886                       | Анюта           |
| Ariadna                           | 1895                       | Ариадна         |
| Arte                              |                            |                 |
| As Ostras                         | 1884                       | Устрицы         |
| As Vésperas da Páscoa             | 1886                       | Святою ночью    |
| Barulho                           |                            |                 |
| Beldades                          |                            |                 |
| Bilhete Premiado                  |                            |                 |
| Camaleão                          | 1884                       | Хамелеон        |
| Camponeses ou Campesinos          | 1897                       | Мужики          |
| Cantores                          | 1884                       |                 |
| Casa-se a Cozinheira              | 1885                       |                 |
| Casamento por interesse           | 1884                       |                 |
| Chisst…! / Tssss!…                |                            |                 |
| Contrariedades da Vida            |                            |                 |
| Criançada                         |                            |                 |
| Crime Premeditado                 |                            |                 |
| Cronologia Viva                   | 1885                       |                 |
| De Mal a Pior                     | 1884                       |                 |
| Depois do Teatro                  |                            |                 |
| Do Diário de um Ajudante Contábil | 1883                       |                 |
| Dois Bravos                       |                            |                 |
| Dor                               |                            |                 |
| Duschechka                        |                            |                 |
| Em Casa                           | 1887                       |                 |
| Em Festa                          |                            |                 |
| Em Semana Santa                   |                            |                 |
| Em Terras Estrangeiras            | 1885                       |                 |
| Enfermaria n° 6                   | 1892                       | Палата № 6      |
| Era Ela!                          |                            |                 |
| Estraviados                       | 1885                       |                 |
| Excesso de Precaução              |                            |                 |
| Fama                              |                            |                 |
| Flores Tardias                    | 1882                       |                 |
| Fortes Impressões                 |                            |                 |
| Fracasso                          |                            |                 |
| Frente Branca                     |                            |                 |
| Gente Supérflua                   |                            |                 |
| Gricha                            |                            |                 |
| Gusev                             | 1890                       | Гусев           |
| História Anônima                  |                            |                 |
| História de Minha Vida            | 1896                       |                 |
| História Ruim                     | 1882                       |                 |
| Ilegalidade                       |                            |                 |
| Inimigos                          | 1887                       |                 |
| Intrigas                          |                            |                 |
| Ionich                            | 1898                       | Ионыч           |
| Ivan Matveich                     |                            |                 |
| Kashtanka                         | 1887                       | Каштанка        |
| Ladrões                           | 1890                       |                 |
| Lições Preciosas                  |                            |                 |
| Língua Imprudente                 |                            |                 |
| Má sorte                          |                            |                 |
| Mal tempo                         |                            |                 |
| Mártires                          |                            |                 |
| Mau Humor                         | 1884                       |                 |
| Medidas Preventivas               | 1884                       |                 |
| Memórias de um Homem Colérico     |                            |                 |
| Mendigo                           |                            |                 |
| Mestre                            |                            |                 |
| Modorra                           |                            |                 |
| Na Barbearia                      | 1883                       |                 |
| Na Hospedaria                     |                            |                 |
| Na Obscuridade                    |                            |                 |
| Na Primavera                      |                            |                 |
| No Barranco                       | 1900                       | В овраге        |
| No Caminho                        |                            |                 |
| No Cemitério                      | 1884                       |                 |
| No Departamento dos Correios      | 1883                       |                 |
| No Mar                            | 1883                       |                 |
| No Tribunal                       |                            |                 |
| O Álbum                           | 1884                       |                 |
| O Beijo                           |                            |                 |
| O Bispo                           | 1887                       |                 |
| O Caçador                         | 1885                       | Егерь           |
| O Cadáver                         | 1885                       |                 |
| O Casamento                       |                            |                 |
| O Caso de um Ator                 |                            |                 |
| O Conselheiro Secreto             |                            |                 |
| O Convidado Inquieto              | 1886                       |                 |
| O Corvo                           | 1885                       |                 |
| O Drama                           |                            |                 |
| O Escritor                        | 1885                       |                 |
| O Espelho                         | 1885                       |                 |
| O Espelho curvo                   | 1883                       |                 |
| O Estudante                       |                            |                 |
| O Feliz Mortal                    |                            |                 |
| O Fósforo Sueco                   |                            |                 |
| O Fugitivo                        |                            |                 |
| O Gordo e o Magro                 | 1883                       |                 |
| O Incêndio                        |                            |                 |
| O Investigador                    |                            |                 |
| O Leão e o Sol                    |                            |                 |
| O Livro de Reclamações            | 1884                       |                 |
| O Louco                           |                            |                 |
| O Marido                          |                            |                 |
| O Medo                            |                            |                 |
| O Monge Negro                     | 1894                       | Чёрный монах    |
| O Orador                          |                            |                 |
| O Pai de Família                  | 1885                       |                 |
| O Pensador                        | 1885                       |                 |
| O Porteiro Inteligente            | 1883                       |                 |
| O Preceptor                       | 1884                       |                 |
| O Repetidor                       | 1884                       |                 |
| O Sapateiro e a Força Maligna     |                            |                 |
| O Subtenente Prichibiéiev         | 1885                       | Унтер Пришибеев |
| O Talento                         |                            |                 |
| O Trágico                         | 1883                       |                 |
| O Triunfo do Vencedor             | 1883                       |                 |
| O Uniforme do Capitão             | 1885                       |                 |
| O Vingador                        |                            |                 |
| Os Garotos                        |                            |                 |
| Os Indesejáveis                   |                            |                 |
| Os Malfeitores                    | 1885                       | Злоумышленник   |
| Os Nervos                         | 1885                       |                 |
| Pelo Caminho                      |                            |                 |
| Perpetuum Mobile                  | 1884                       |                 |
| Polinka                           |                            |                 |
| Princesa                          |                            |                 |
| Problema                          |                            |                 |
| Professora                        |                            |                 |
| Quartos de Hotel                  | 1885                       |                 |
| Que Público!                      | 1885                       |                 |
| Relato da Senhora N. N.           |                            |                 |
| Relato de um Desconhecido         |                            |                 |
| Relato de um Jardineiro           |                            |                 |
| Remédio Contra a Embriaguez       | 1885                       |                 |
| Réquiem                           | 1886                       | Панихида        |
| Senhoras                          |                            |                 |
| Sirene                            |                            |                 |
| Sobre o Amor                      |                            |                 |
| Sonhos                            |                            |                 |
| Tifus                             |                            |                 |
| Tristeza                          | 1885                       |                 |
| Um “Dvornik” inteligente          |                            |                 |
| Um Acontecimento                  |                            |                 |
| Um Anjo                           |                            |                 |
| Um Final Feliz                    |                            |                 |
| Um Caráter Enigmático             | 1883                       |                 |
| Um Caso da Prática Judiciária     | 1883                       |                 |
| Um Caso Profissional              |                            |                 |
| Um Caso sem Importância           |                            |                 |
| Um Descuido                       |                            |                 |
| Um Empresário Debaixo do Divã     | 1885                       |                 |
| Um Enigma                         |                            |                 |
| Um Homem Conhecido                |                            |                 |
| Um Homem Extraordinário           |                            |                 |
| Um Hóspede Inquietante            |                            |                 |
| Uma Casa Velha                    |                            |                 |
| Uma Criatura Indefesa             |                            |                 |
| Uma Criança Travessa              | 1883                       |                 |
| Uma História Enfadonha            |                            |                 |
| Uma Noite Terrível                | 1884                       |                 |
| Vanka                             | 1886                       | Ванька          |
| Vingança                          |                            |                 |
| Verochka                          |                            |                 |
| Whist                             |                            |                 |
| Zinochka                          |                            |                 |

## Galeria

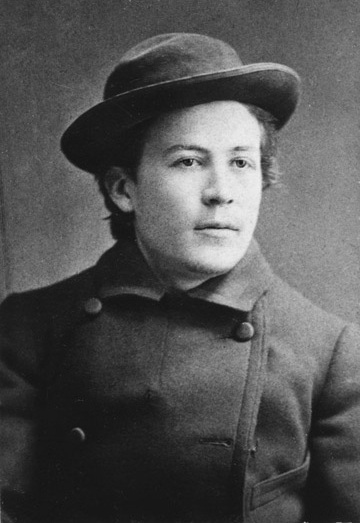
O jovem Tchekhov em 1882.
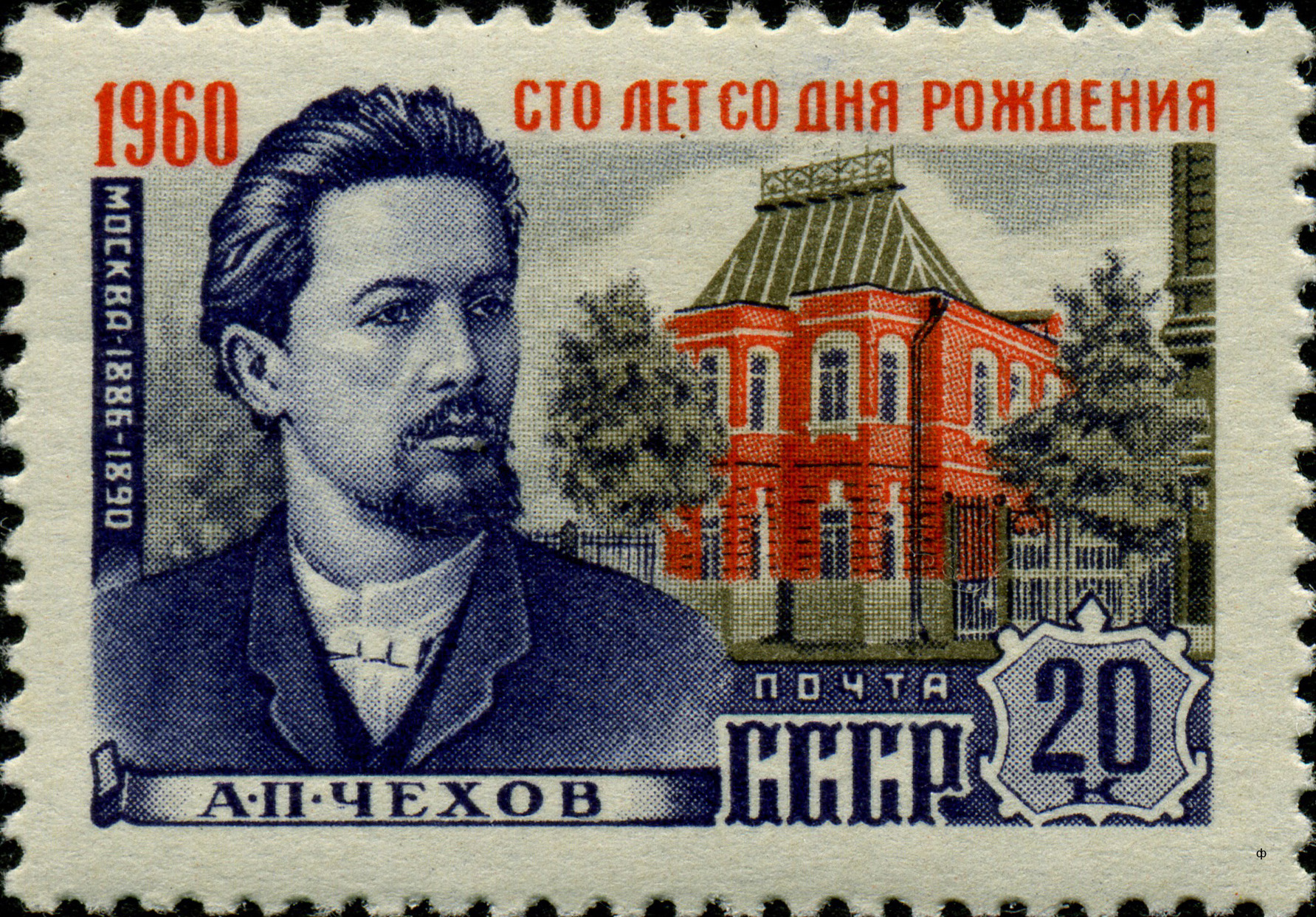
Selo da União Soviética dedicado ao 100º aniversário de Tchekhov em 1960.
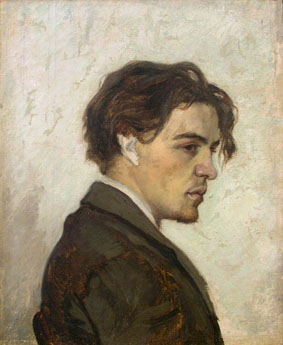
Retrato de Tchekhov por seu irmão Nikolai.
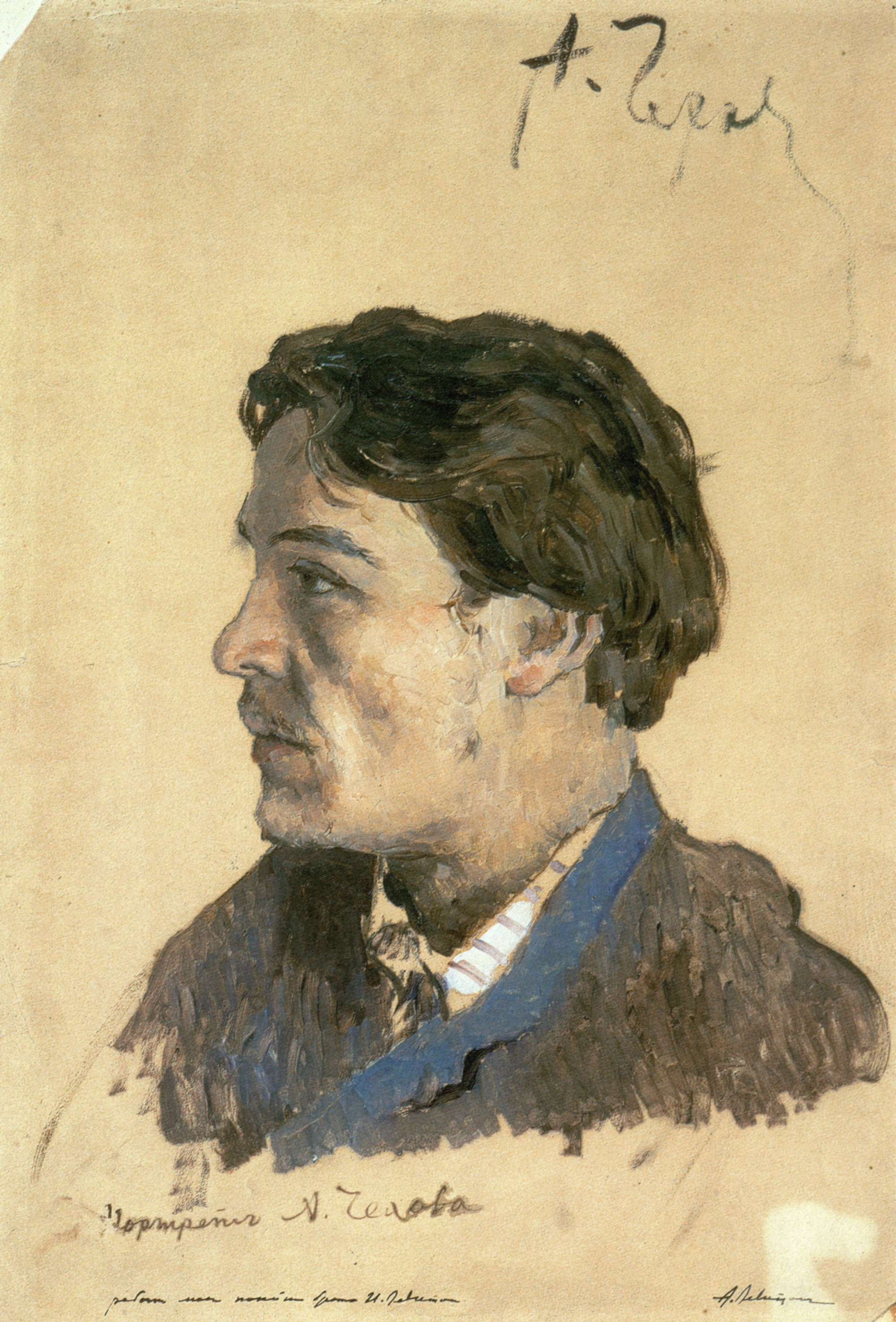
Retrato por Isaac Levitan.
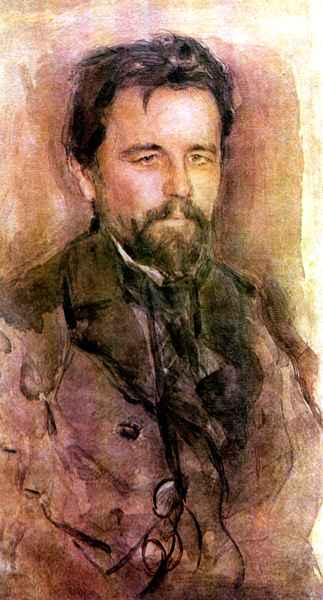
Retrato por Valentín Serov.
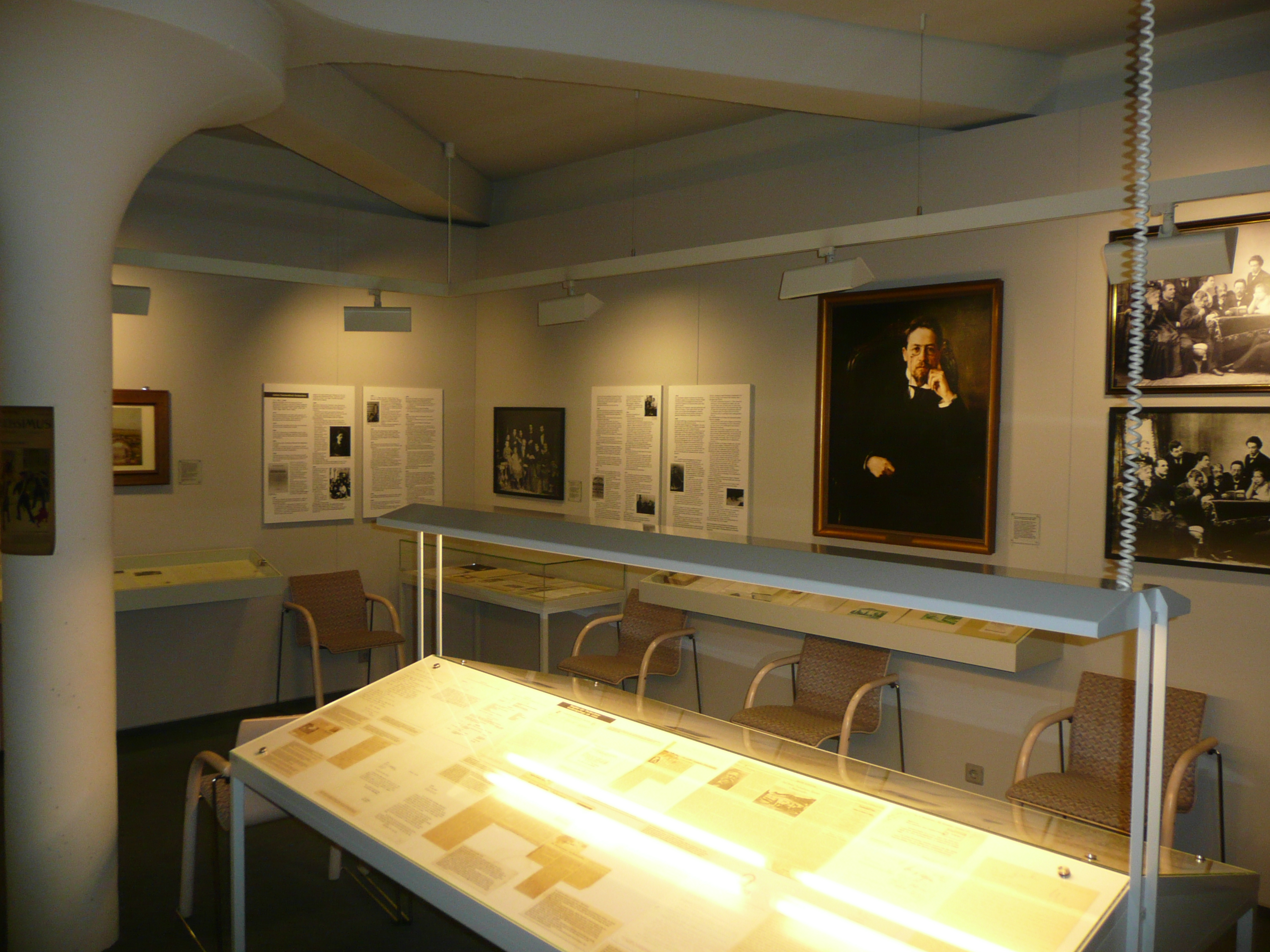
"Salão Tchekhov" no Museu de Literatura em Badenweiler.
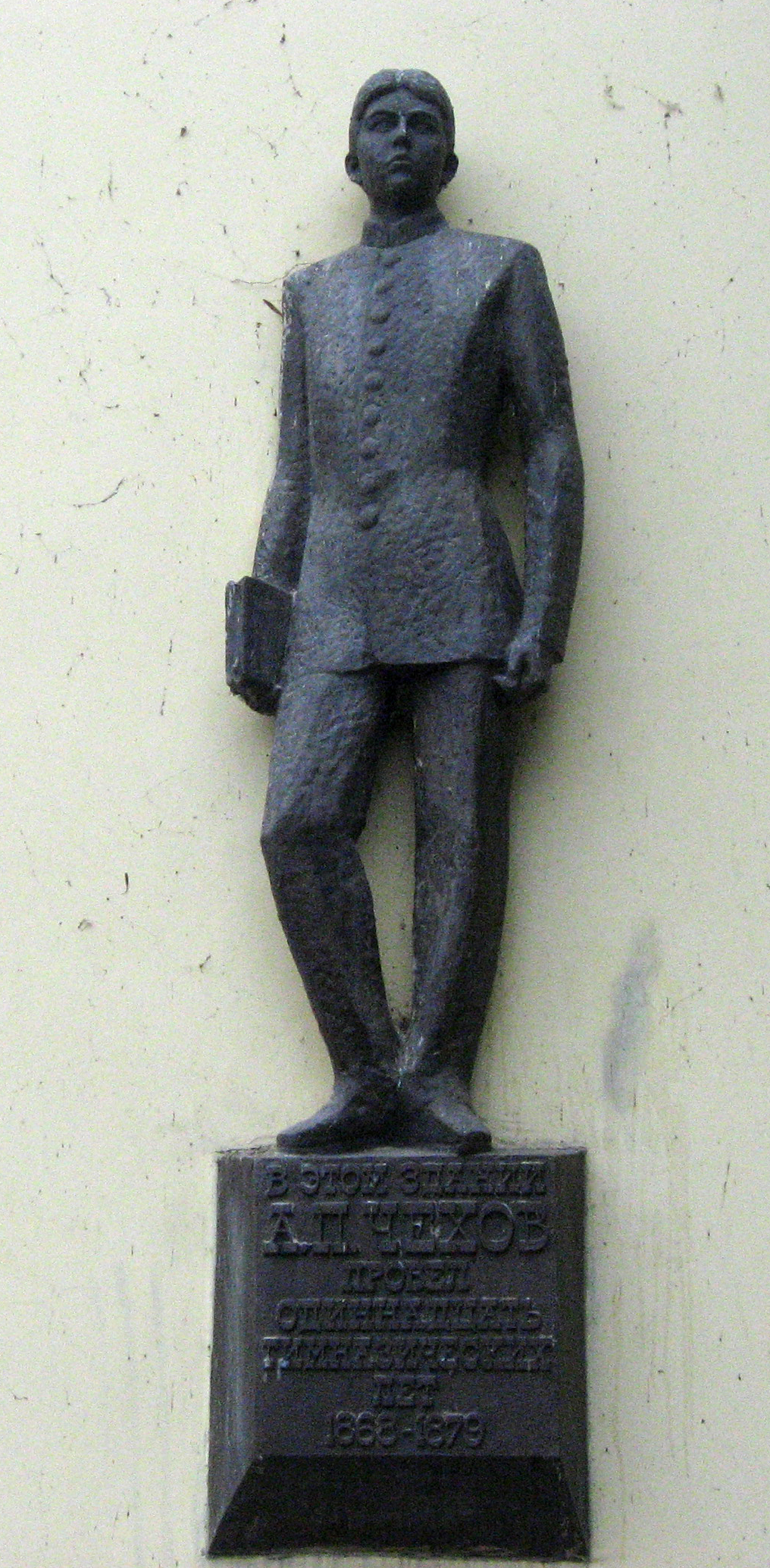
Estatua de Tchekhov na entrada do Liceu Anton Tchekhov.
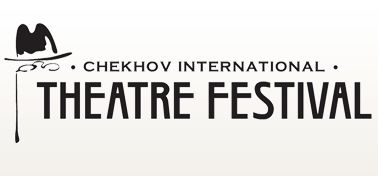
Poster do Festival de Teatro Internacional de Tchekhov.
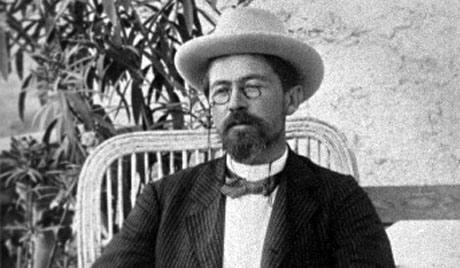
O visual clássico de Tchekhov: pincenê, chapéu e gravata borboleta.
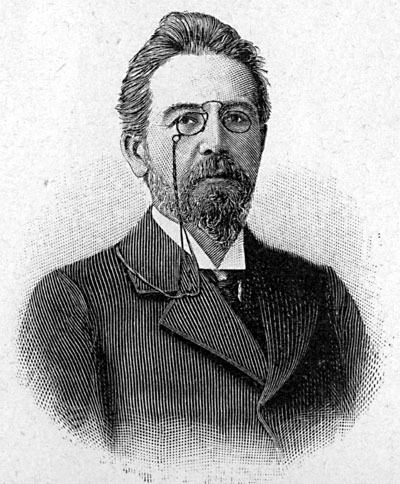
Tchekhov em ilustração de 1905.
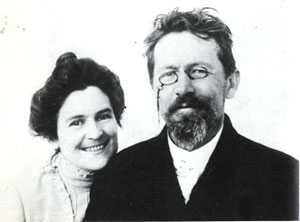
Anton e sua esposa Olga em 1901.
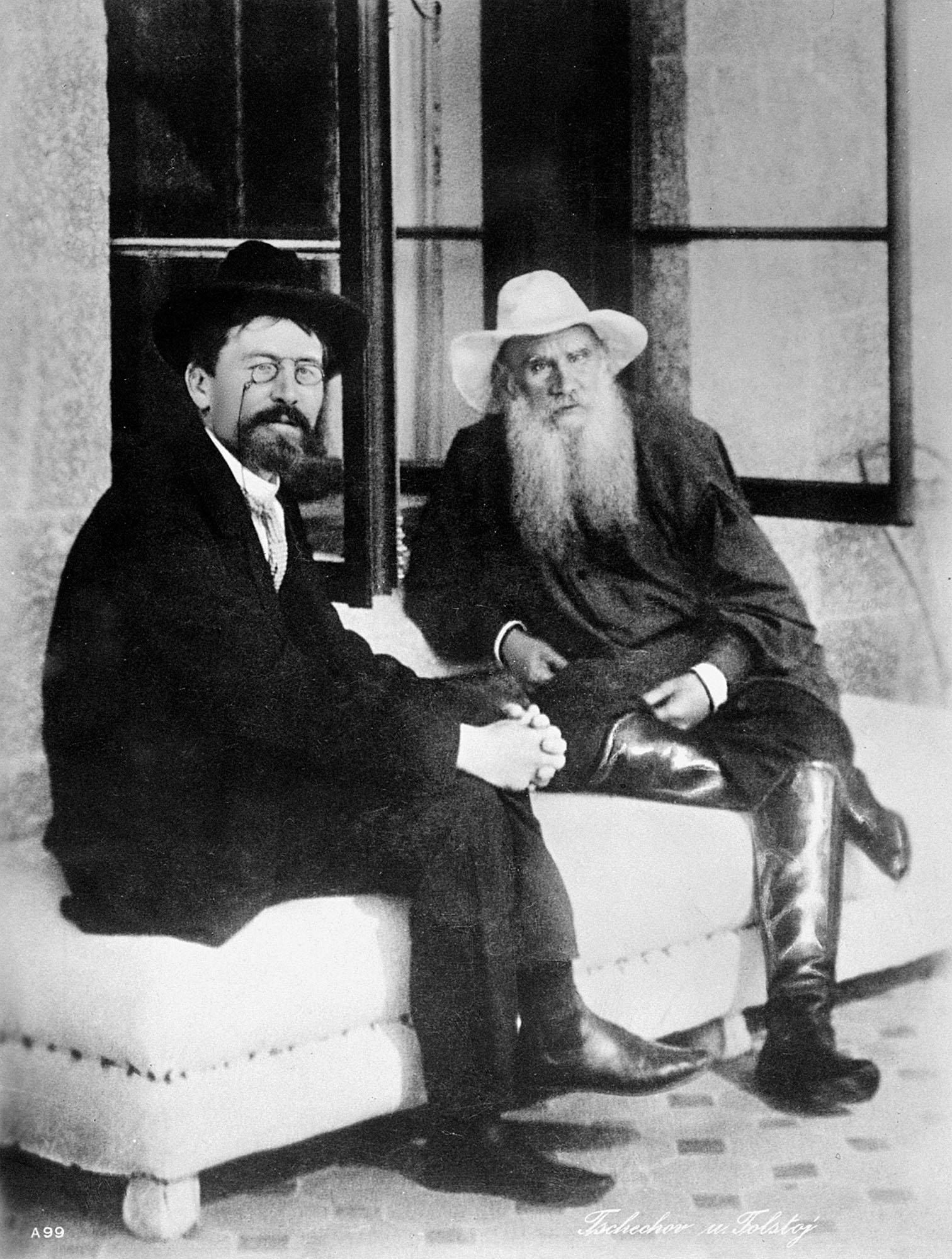
Tchekhov e Liev Tolstói em Ialta, 1900.
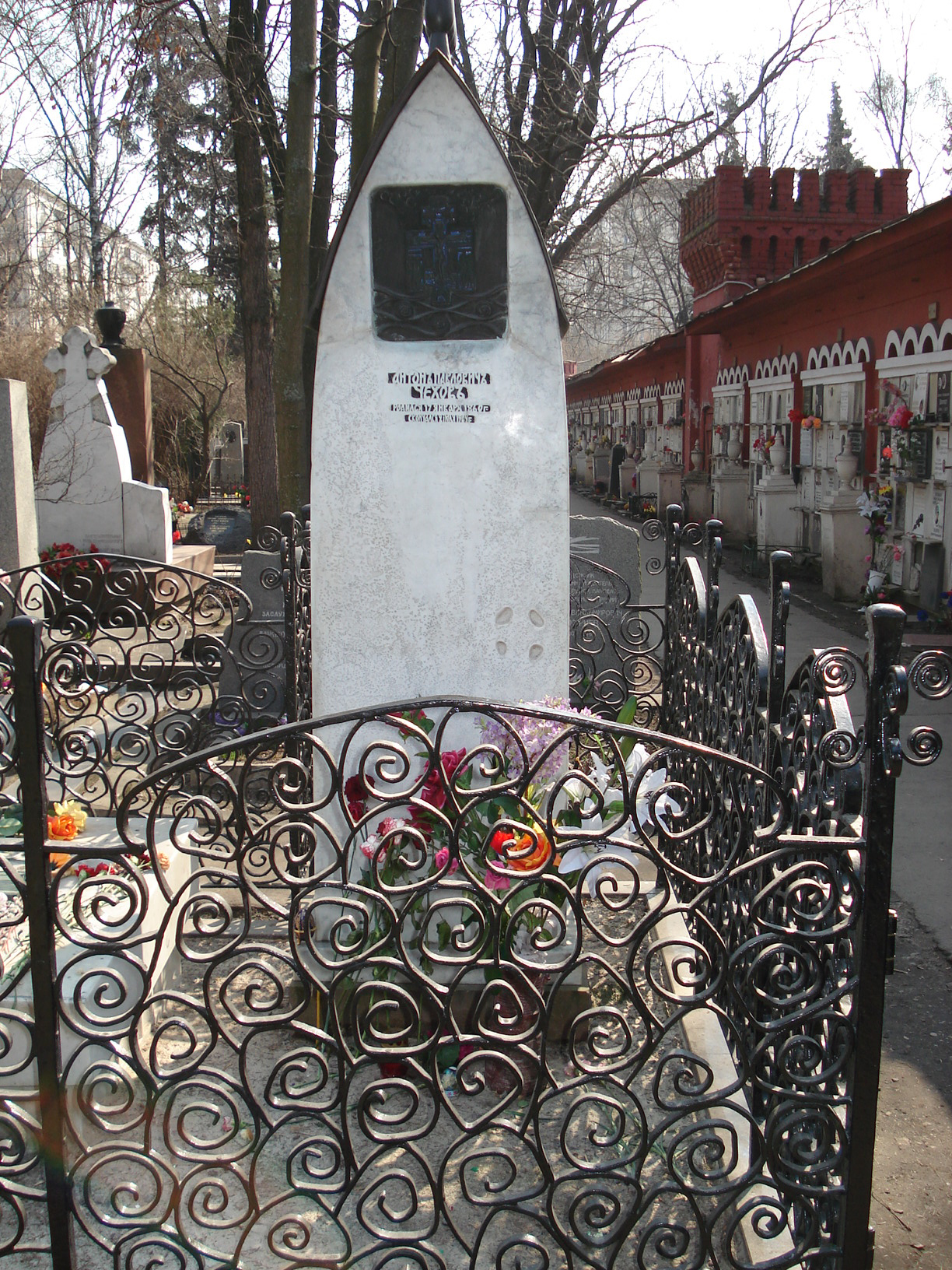
Túmulo de Tchekhov, Cemitério Novodevichy, Moscou.